# Kuan Yin See
Kuan Yin See is een Chinese tempelcomplex aan de Jalan Burma in Penang (staat). Dit is een andere tempel dan Kuan Yin Teng van Jalan Masjid Kapitan Keling in Penang (staat). De hoofdtempel is gewijd aan bodhisattva Guanyin. De rechterzijtempel is gewijd aan de taoïstische god Jiu Huangdi.
De Kuan Yin See werd in 1922 door Ben Zhong gesticht. Ben Zhong was de tweede beheerder van Kek Lok Sitempel. Ben Zhong liet ook de pagode van 10.000 Boeddha's bouwen. Aan de ingang van de tempel staat een duilian die geschreven is door de Qing-dynastie-ambtenaar Chen Baochen. Mensen associëren de tempel zo vaak met de Tow Boe Keong Kew Ong Tai Taytempel, dat veel mensen denken dat dit de Penangse Kew Ong Tai Taytempel is. Tijdens het festival van Jiu Huangdi wordt de Kuan Yin See druk bezocht door gelovigen. Er zijn dan stalletjes met vegetarisch voedsel rond de tempel.
De Kuan Yin See was ooit de thuis van monnik Fa Kong, hij had onder andere de dierentuin Jalan Zoo in Air Itam gesticht.